# Вінницький автобус
Муніципальний автобусний парк Вінниці складається з 80 великих автобусів «ЛАЗ», «Богдан», «Otocar Kent C CNG» та 4 автобусів середньої місткості «Атаман», які курсують на 20 автобусних маршрутах, а також 1 електробус. Автобуси працюють переважно у районах приватної забудови для підвезення пасажирів до електротранспорту та центру міста. 
Автобусний парк базується в Сабарові.
8 вересня 2021 року у Вінниці презентовані 10 нових турецьких автобусів «Otocar Kent C CNG». Остання абревіатура означає, що машини працюють на компресованому (стислому) природньому газі. В автобусах передбачено 29 сидячих, 59 стоячих місць, місце для пасажира в інвалідному візку. Салони оснащені системою кондиціонування, яка взимку може працювати на обігрів. Серед інших переваг нових машин: газовий двигун виробництва Великої Британії потужністю 320 к.с., USB-зарядки, камери спостереження (2 зовнішні та 4 в салоні), відкидний пандус для пасажирів з обмеженими можливостями, система, яка регулює нахил кузова в сторону дверей при посадці/висадці пасажирів, кнопки запиту зупинок зі шрифтом Брайля. Автобуси передбачено обслуговувати на двох маршрутах — № 4 та 32. У майбутньому у Вінниці міська влада планує позбавиться від автобусів з дизельним двигуном.

## Маршрути
| Перелік автобусних маршрутів в місті Вінниця | Перелік автобусних маршрутів в місті Вінниця | Перелік автобусних маршрутів в місті Вінниця | Перелік автобусних маршрутів в місті Вінниця | Перелік автобусних маршрутів в місті Вінниця | Перелік автобусних маршрутів в місті Вінниця | Перелік автобусних маршрутів в місті Вінниця                                                               |
| №                                            | Початковий пункт                             | Кінцевий пункт                               | Інтервал руху                                | Відстань                                     | Робочі години                                | Примітки                                                                                                   |
| -------------------------------------------- | -------------------------------------------- | -------------------------------------------- | -------------------------------------------- | -------------------------------------------- | -------------------------------------------- | --- |
| 1                                            | Залізничний вокзал                           | Педучилище                                   | 18—22 хв.                                    | 7,17 км                                      | 06:20-22:24                                  | |
| 2                                            | Площа Шкільна                                | ВПЗ                                          | 48 хв.                                       | 10,3 км                                      | 06:10-22:02                                  | у вихідні рейс з ВПЗ в напрямку площі Шкільної о 19.55 курсує із заїздом на кладовище по Тиврівському шосе |
| 4                                            | Вул. Келецька                                | Вул. Лугова                                  | 35—52 хв.                                    | 15,41 км                                     | 06:35-21:19                                  | [ 4 ] |
| 5                                            | Вул.Л.Каденюка                               | м/н П'ятничани                               | 30—86 хв.                                    | 10,25 км                                     | 06:30-22:21                                  | |
| 6                                            | Олієжиркомбінат                              | Площа Перемоги                               | 37—61 хв.                                    | 4,79 км                                      | 06:23-20:26                                  | |
| 7                                            | Вул. Якова Шепеля                            | Пирогово                                     | 33—123 хв.                                   | 14,02 км                                     | 06:14-22:11                                  | |
| 8                                            | Залізничний вокзал                           | Вул. Бучми (ліс)                             | 34—68 хв.                                    | 5,86 км                                      | 06:30-21:25                                  | |
| 11                                           | м/р-н «Сабарів»                              | Вул. Ботанічна                               | 37—88 хв.                                    | 10,5 км                                      | 06:05-22:32                                  | |
| 14                                           | Залізничний вокзал                           | Будинок відпочинку                           | 44—60 хв.                                    | 6,95 км                                      | 06:55-21:50                                  | |
| 16                                           | Меморіал Визволення                          | Аграрний університет                         | 116—127 хв.                                  | 15,55 км                                     | 06:11-22:26                                  | Прямує через Барське шосе                                                                                  |
| 17                                           | Залізничний вокзал                           | Вінниччина-Авто                              | 59 хв                                        | 7.11 км                                      | 06:36- 19:24                                 | на червень 2025 року немає машин на маршруті.                                                              |
| 19                                           | Вишенька                                     | Вінницькі хутори                             | 24—40 хв.                                    | 14,75 км                                     | 06:02-22:45                                  | |
| 20                                           | Меморіал Визволення                          | Хутір Шевченка                               | 91—98 хв.                                    | 9,77 км                                      | 07:10-21:47                                  | |
| 21                                           | Педучилище                                   | Барське шосе                                 | 23—53 хв.                                    | 12,57 км                                     | 06:10-22:23                                  | |
| 22                                           | Мікрорайон «Академічний»                     | Залізничний вокзал                           | 53—95 хв.                                    | 9,39 км                                      | 05:50-21:27                                  | |
| 24                                           | Вишенька                                     | Вул. Бучми (ліс)                             | 21—58 хв.                                    | 12,82 км                                     | 06:38-22:44                                  | створювався як "автобус-експрес"                                                                           |
| 25                                           | Залізничний вокзал                           | Вишенька                                     | 75—80 хв.                                    | 8,9 км                                       | 06:00-22:00                                  | створювався як "автобус-експрес",на грудень 2024 року немає машин на маршруті.                             |
| 27                                           | Лука-Мелешківська                            | Залізничний вокзал                           | 51—81 хв.                                    | 11,36 км                                     | 06:20-21:20                                  | прямує до Лука-Мелешківської ОТГ                                                                           |
| 30                                           | смт Десна                                    | Будинок відпочинку                           | 120—128 хв.                                  | 16,91 км                                     | 07:06-21:22                                  | створювався як "автобус-експрес"                                                                           |
| 32                                           | Мікрорайон «Сабарів»                         | Залізничний вокзал                           | 11—21 хв.                                    | 11,95 км                                     | 05:48-22:05                                  | [ 5 ] |

## Вартість проїзду
У муніципальних автобусах з 15 грудня 2024 року проїзд коштує 15,00 ₴, з наданням усіх пільг для пенсіонерів та інших категорій населення.
Існує продаж місячних абонементних квитків на автобуси. Вартість місячних проїзних квитків для школярів становить 60,00 ₴ на 1 вид транспорту, 65,00 ₴ — на два. Для студентів відповідно 90,00 і 100,00 ₴. Для решти пасажирів — 130,00 і 170,00 ₴ відповідно. Розклади руху розміщені у салонах автобусів та на сайті.
З 1 квітня 2021 року відновлений продаж паперових квитків на проїзд. Їх можна придбати за готівку у терміналах EasyPay, яких понад 450 на території міста. Вартість паперових квитків не відрізняється від електронних — 5,00 грн. Однак оператор мережі бере з пасажира ще й комісію, яка складає додатково 1 гривню за кожен квиток.

## Уніформа водіїв
У Вінниці водії громадського транспорту (автобус, трамвай, тролейбус) одягнуті у формений одяг — синій костюм з погонами на плечах, кепки та краватки з логотипом міста. Керівництво транспортного управління вважає, що форма дисциплінує водіїв, а у пасажирів викликатиме більшу довіру та повагу до міського транспорту. Половину вартості уніформи водії сплатили самі — виклали по 150,00—200,00 ₴, а запровадили одяг через транспортну реформу в місті.
|  | «Здебільшого у нас водії 1-го класу, але для розпізнавання на погонах у кожного водія є одна смужка, дві чи три. Три смужки — це водій 1-го класу. Це найвища кваліфікація для водія чи то тролейбуса, чи то трамвая, чи то автобуса», — пояснив заступник начальника Вінницького ТТУ Микола Завірюха. |